# Plega beardi
Plega beardi är en insektsart som beskrevs av Penny 1983. Plega beardi ingår i släktet Plega och familjen fångsländor. Inga underarter finns listade i Catalogue of Life.